# Рослини Криму, занесені до Червоної книги України
Список рослин Криму, занесених до Червоної книги України.

## Статистика
До списку входить 325 видів рослин, з них:
- Судинних рослин — 218;
- Мохоподібних — 10;
- Водоростей — 37;
- Лишайників — 34;
- Грибів — 26.

Серед них за природоохоронним статусом: 
- Вразливих — 132;
- Рідкісних — 92;
- Недостатньо відомих  — 10;
- Неоцінених — 32;
- Зникаючих — 55;
- Зниклих у природі — 4;
- Зниклих — 0.

## Список видів
| № п/п | Українська назва виду                                                                    | Латинська назва виду                                                                                | Природоохоронний статус | Група           |
| ----- | ---------------------------------------------------------------------------------------- | --------------------------------------------------------------------------------------------------- | ----------------------- | --------------- |
| 1     | Агрестія щетиниста, аспіцилія щетиниста                                                  | Agrestia hispida (Mereschk.) Hale & W.L. Culb.                                                      | Вразливий               | Лишайники       |
| 2     | Адіант венерин волос                                                                     | Adiantum capillus-veneris L.                                                                        | Зникаючий               | Судинні рослини |
| 3     | Анектангій Ганделя                                                                       | Anoectangium handelii Schiffn.                                                                      | Рідкісний               | Мохоподібні     |
| 4     | Анограма тонколиста                                                                      | Anogramma leptophylla (L.) Link                                                                     | Зникаючий               | Судинні рослини |
| 5     | Аспіцилія блукаюча                                                                       | Aspicilia vagans Oxner                                                                              | Вразливий               | Лишайники       |
| 6     | Аспіцилія кущиста                                                                        | Aspicilia fruticulosa (Eversm.) Flag                                                                | Вразливий               | Лишайники       |
| 7     | Аспленій Білло                                                                           | Asplenium billotii F.W.Schultz                                                                      | Зникаючий               | Судинні рослини |
| 8     | Аспленій чорний                                                                          | Asplenium adiantumnigrum L.                                                                         | Рідкісний               | Судинні рослини |
| 9     | Астрагал дніпровський                                                                    | Astragalus borysthenicus Klokov                                                                     | Рідкісний               | Судинні рослини |
| 10    | Астрагал зігнутий                                                                        | Astragalus reduncus Pall.                                                                           | Зникаючий               | Судинні рослини |
| 11    | Астрагал подібний                                                                        | Astragalus similis Boriss. = Astragalus reduncus Pall.                                              | Рідкісний               | Судинні рослини |
| 12    | Астрагал понтійський                                                                     | Astragalus ponticus Pall.                                                                           | Вразливий               | Судинні рослини |
| 13    | Астрагал сизий                                                                           | Astragalus glaucus M.Bieb.                                                                          | Вразливий               | Судинні рослини |
| 14    | Астрагал шерстистоквітковий                                                              | Astragalus dasyanthus Pall.                                                                         | Вразливий               | Судинні рослини |
| 15    | Астрагал щетинястий (Астрагал щетинистий)                                                | Astragalus setosulus Gontsch.                                                                       | Зникаючий               | Судинні рослини |
| 16    | Астрагал яйцеплодий (Астрагал яйцеплідний)                                               | Astragalus testiculatus Pall.                                                                       | Рідкісний               | Судинні рослини |
| 17    | Астраканта арнакантова                                                                   | Astracantha arnacantha (M.Bieb.) Podlech                                                            | Вразливий               | Судинні рослини |
| 18    | Батрахоспермум драглистий                                                                | Batrachospermum gelatinosum (L.) DC.                                                                | Рідкісний               | Водорості       |
| 19    | Беладонна звичайна                                                                       | Atropa belladonna L.                                                                                | Вразливий               | Судинні рослини |
| 20    | Берека (горобина берека)                                                                 | Sorbus torminalis (L.) Crantz                                                                       | Неоцінений              | Судинні рослини |
| 21    | Билинець довгорогий                                                                      | Gymnadenia conopsea (L.) R.Br.                                                                      | Вразливий               | Судинні рослини |
| 22    | Білопавутинник бульбистий                                                                | Gymnadenia densiflora (Wahlenb.) A.Dietr.                                                           | Рідкісний               | Гриби           |
| 23    | Білопечериця дівоча, гриб-зонтик дівочий                                                 | Leucoagaricus nympharum (Kalchbr.) Bon                                                              | Рідкісний               | Гриби           |
| 24    | Білоцвіт літній                                                                          | Leucojum aestivum L.                                                                                | Вразливий               | Судинні рослини |
| 25    | Боровик королівський, яєчник                                                             | Boletus regius Krombh                                                                               | Зникаючий               | Гриби           |
| 26    | Борщівник морквяницелистий (Борщівник лігустиколистий)                                   | Heracleum ligusticifolium M.Bieb.                                                                   | Рідкісний               | Судинні рослини |
| 27    | Борщівник пухнастий                                                                      | Heracleum pubescens (Hoffm.) M.Bieb.                                                                | Рідкісний               | Судинні рослини |
| 28    | Бріопсіс адріатичний                                                                     | Bryopsis adriatica (J. Agardh) Menegh.                                                              | Вразливий               | Водорості       |
| 29    | Бруслина карликова                                                                       | Euonymus nana М.Bieb.                                                                               | Вразливий               | Судинні рослини |
| 30    | Булатка великоквіткова                                                                   | Cephalanthera damasonium (Mill.) Druce                                                              | Рідкісний               | Судинні рослини |
| 31    | Булатка довголиста                                                                       | Cephalanthera longifolia (L.) Fritsch                                                               | Рідкісний               | Судинні рослини |
| 32    | Булатка червона                                                                          | Cephalanthera rubra (L.) Rich.                                                                      | Рідкісний               | Судинні рослини |
| 33    | Бурачок Борзи                                                                            | Alyssum borzaeanum Nyör.                                                                            | Вразливий               | Судинні рослини |
| 34    | Вайда узбережна (Вайда прибережна)                                                       | Isatis littoralis Steven ex DC.                                                                     | Вразливий               | Судинні рослини |
| 35    | Веселка (диктіофора) подвоєна                                                            | Phallus duplicatus Bosc                                                                             | Зникаючий               | Гриби           |
| 36    | Анемона нарцизоцвіта (вітеринка нарцисоквіткова, анемона нарцисоквіткова)                | Anemone narcissiflora L.                                                                            | Вразливий               | Судинні рослини |
| 37    | Вовче лико кримське                                                                      | Daphne taurica Kotov                                                                                | Зникаючий               | Судинні рослини |
| 38    | Волошка Ванькова                                                                         | Centaurea vankovii Klokov                                                                           | Неоцінений              | Судинні рослини |
| 39    | Волошка козяча                                                                           | Centaurea caprina Steven                                                                            | Неоцінений              | Судинні рослини |
| 40    | Волошка Компера                                                                          | Centaurea comperiana Steven                                                                         | Вразливий               | Судинні рослини |
| 41    | Волошка напівзаконна                                                                     | Centaurea semijusta Juz.                                                                            | Недостатньо відомий     | Судинні рослини |
| 42    | Волошка Сарандінакі                                                                      | Centaurea sarandinakiae N.B.Illar.                                                                  | Вразливий               | Судинні рослини |
| 43    | Волошка Стевена                                                                          | Centaurea steveniana Klokov                                                                         | Неоцінений              | Судинні рослини |
| 44    | Волошка Талієва                                                                          | Centaurea taliewii Kleopow                                                                          | Вразливий               | Судинні рослини |
| 45    | Вошерія прибережна                                                                       | Vaucheria litorea Hoffm.-Bang. et C.Agardh                                                          | Рідкісний               | Водорості       |
| 46    | Гельмінтора розчепірена                                                                  | Helminthora divaricata (C.Agardh) J. Agardh                                                         | Вразливий               | Водорості       |
| 47    | Герицій коралоподібний                                                                   | Hericium coralloides (Fr.) Gray                                                                     | Вразливий               | Гриби           |
| 48    | Глід Пояркової                                                                           | Crataegus pojarkovae Kossych = Crataegus orientalis subsp. pojarkovae                               | Вразливий               | Судинні рослини |
| 49    | Глід Турнефора                                                                           | Crataegus tournefortii Griseb. = Crataegus orientalis subsp. orientalis                             | Вразливий               | Судинні рослини |
| 50    | Глуха кропива гола                                                                       | Lamium glaberrimum (K.Koch) Taliev                                                                  | Рідкісний               | Судинні рослини |
| 51    | Гніздівка звичайна                                                                       | Neottia nidus-avis (L.) Rich.                                                                       | Неоцінений              | Судинні рослини |
| 52    | Головачка Дмитра                                                                         | Cephalaria demetrii Bobrov ≈Cephalaria uralensis (Murray) Roemer & Schultes                         | Зникаючий               | Судинні рослини |
| 53    | Горицвіт весняний                                                                        | Adonis vernalis L.                                                                                  | Неоцінений              | Судинні рослини |
| 54    | Горицвіт волзький                                                                        | Adonis wolgensis Steven ex DC.                                                                      | Неоцінений              | Судинні рослини |
| 55    | Горох високий                                                                            | Pisum elatius M.Bieb. = Pisum sativum subsp. elatius (M.Bieb.) Asch. & Graebn.                      | Неоцінений              | Судинні рослини |
| 56    | Грифола листувата                                                                        | Grifola frondosa (Dicks.: Fr.) Gray                                                                 | Вразливий               | Гриби           |
| 57    | Громовик ряснолистий (Громовик багатолистий)                                             | Onosma polyphylla Ledeb.                                                                            | Вразливий               | Судинні рослини |
| 58    | Гронянка півмісяцева (ключ-трава)                                                        | Botrychium lunaria (L.) Sw.                                                                         | Вразливий               | Судинні рослини |
| 59    | Гудієра повзуча                                                                          | Goodyera repens (L.) R.Br.                                                                          | Вразливий               | Судинні рослини |
| 60    | Дактиліна мадрепорова                                                                    | Dactylina madreporiformis (Ach.) Tuck.                                                              | Рідкісний               | Лишайники       |
| 61    | Дволусківниця зігнута (парафоліс зігнутий)                                               | Parapholis incurva (L.) C.E.Hubb.                                                                   | Недостатньо відомий     | Судинні рослини |
| 62    | Дельфіній Палласа                                                                        | Delphinium pallasii Nevski = Delphinium fissum subsp. pallasii                                      | Рідкісний               | Судинні рослини |
| 63    | Дзвінка кримська (аденофора кримська)                                                    | Adenophora taurica (Sukacz.) Juz.                                                                   | Рідкісний               | Судинні рослини |
| 64    | Діктиота дихотомічна                                                                     | Dictyota dichotoma (Huds.) J.V. Lamour.                                                             | Вразливий               | Водорості       |
| 65    | Дрік скіфський                                                                           | Genista scythica Pacz.                                                                              | Неоцінений              | Судинні рослини |
| 66    | Евпогодон короткогострокінцевий                                                          | Eupogodon apiculata (C.Agardh) P.C. Silva                                                           | Вразливий               | Водорості       |
| 67    | Ектокарпус стручкуватий                                                                  | Ectocarpus siliculosus (Dillw.) Lyngb. var. hiemalis                                                | Вразливий               | Водорості       |
| 68    | Ентероморфа азовська                                                                     | Enteromorpha maeotica roschk.-Lavr.                                                                 | Рідкісний               | Водорості       |
| 69    | Еремур кримський                                                                         | Eremurus tauricus Steven                                                                            | Зникаючий               | Судинні рослини |
| 70    | Еремур показний                                                                          | Eremurus spectabilis M.Bieb.s.l.                                                                    | Зникаючий               | Судинні рослини |
| 71    | Еспарцет Палласа                                                                         | Onobrychis pallasii (Willd.) M.Bieb.                                                                | Вразливий               | Судинні рослини |
| 72    | Жабриця Лемана                                                                           | Seseli lehmannii Degen                                                                              | Рідкісний               | Судинні рослини |
| 73    | Жеруха грецька                                                                           | Cardamine graeca L.                                                                                 | Вразливий               | Судинні рослини |
| 74    | Жеруха ніжна                                                                             | Cardamine tenera S.G.Gmelin ex C.A. Meyer                                                           | Зникаючий               | Судинні рослини |
| 75    | Жовтозілля кримське                                                                      | Senecio tauricus Konechn.                                                                           | Рідкісний               | Судинні рослини |
| 76    | Зіновать Вульфа, рокитничок Вульфа                                                       | Chamaecytisus wulffii (V. Krecz.) Klásk.                                                            | Вразливий               | Судинні рослини |
| 77    | Зморшок товстоногий                                                                      | Morchella crassipes (Vent.) Pers                                                                    | Рідкісний               | Гриби           |
| 78    | Зозулинець блідий                                                                        | Orchis pallens L.                                                                                   | Зникаючий               | Судинні рослини |
| 79    | Зозулинець Ванькова                                                                      | Orchis wanjkowii E.Wulff = Orchis mascula subsp. wanjkowii                                          | Недостатньо відомий     | Судинні рослини |
| 80    | Зозулинець дрібнокрапчастий                                                              | Orchis punctulata Steven ex Lindl.                                                                  | Зникаючий               | Судинні рослини |
| 81    | Зозулинець мавпячий                                                                      | Orchis simia Lam.                                                                                   | Вразливий               | Судинні рослини |
| 82    | Зозулинець провансальський (Зозулинець прованський)                                      | Orchis provincialis Balb.                                                                           | Зникаючий               | Судинні рослини |
| 83    | Зозулинець пурпуровий                                                                    | Orchis purpurea Huds.                                                                               | Вразливий               | Судинні рослини |
| 84    | Зозулинець чоловічий                                                                     | Orchis mascula (L.) L.                                                                              | Вразливий               | Судинні рослини |
| 85    | Зозулинець шоломоносний                                                                  | Orchis militaris L.                                                                                 | Вразливий               | Судинні рослини |
| 86    | Зозулині сльози яйцеподібні                                                              | Listera ovata (L.) R.Br.                                                                            | Неоцінений              | Судинні рослини |
| 87    | Зозулині черевички справжні                                                              | Cypripedium calceolus L.                                                                            | Вразливий               | Судинні рослини |
| 88    | Зозульки грузинські (пальчатокорінник іберійський)                                       | Dactylorhiza iberica (M.Bieb. ex Willd.) Soy                                                        | Рідкісний               | Судинні рослини |
| 89    | Зозульки м'ясочервоні (пальчатокорінник м'ясочервоний)                                   | Dactylorhiza incarnata (L.) Soy s.l.                                                                | Вразливий               | Судинні рослини |
| 90    | Зозульки плямисті (пальчатокорінник плямистий)                                           | Dactylorhiza maculata (L.) Soό s.l.                                                                 | Вразливий               | Судинні рослини |
| 91    | Зозульки римські (пальчатокорінник римський)                                             | Dactylorhiza romana (Sebast.) Soó                                                                   | Вразливий               | Судинні рослини |
| 92    | Зозульки травневі (пальчатокорінник травневий)                                           | Dactylorhiza majalis (Rchb.) P.F.Hunt et Summerhayes s.l.                                           | Рідкісний               | Судинні рослини |
| 93    | Золотень жовтий (асфоделіна жовта)                                                       | Asphodeline lutea (L.) Rchb.                                                                        | Неоцінений              | Судинні рослини |
| 94    | Калітамніон зернистий                                                                    | Callithamnion granulatum (Ducluz.) C.Agardh                                                         | Вразливий               | Водорості       |
| 95    | Калофака волзька                                                                         | Calophaca wolgarica (L. f.) DC.                                                                     | Вразливий               | Судинні рослини |
| 96    | Кальмарник веретеноподібний                                                              | Pseudocolus fusiformis (E. Fischer) Lloyd                                                           | Рідкісний               | Гриби           |
| 97    | Капуста кримська                                                                         | Brassica incana Ten. syn. Brassica taurica (Tzvelev) Tzvelev                                        | Зникаючий               | Судинні рослини |
| 98    | Карагана скіфська                                                                        | Caragana scythica (Kom.) Pojark.                                                                    | Вразливий               | Судинні рослини |
| 99    | Катателазма царська                                                                      | Catathelasma imperiale (Fr.) Sing.                                                                  | Рідкісний               | Гриби           |
| 100   | Катран великоквітковий                                                                   | Crambe grandiflora DC.                                                                              | Вразливий               | Судинні рослини |
| 101   | Катран коктебельський                                                                    | Crambe koktebelica (Junge) N. Busch                                                                 | Рідкісний               | Судинні рослини |
| 102   | Катран мітрідатський                                                                     | Crambe mitridatis Juz. = Crambe koktebelica (Junge) N. Busch                                        | Вразливий               | Судинні рослини |
| 103   | Катран морський                                                                          | Crambe maritima L.                                                                                  | Вразливий               | Судинні рослини |
| 104   | Катран пірчастий (Катран пірчастонадрізаний)                                             | Crambe pinnatifida W.T.Aiton                                                                        | Вразливий               | Судинні рослини |
| 105   | Катран Стевена                                                                           | Crambe steveniana Rupr.                                                                             | Вразливий               | Судинні рослини |
| 106   | Катран татарський                                                                        | Crambe tataria Sebeyk                                                                               | Вразливий               | Судинні рослини |
| 107   | Катран шорсткий                                                                          | Crambe aspera М.Bieb.                                                                               | Вразливий               | Судинні рослини |
| 108   | Кендир венеційський (кендир сарматський, кендир кримський, кендир Русанова)              | Trachomitum venetum (L.) Woodson s.l. = Apocynum venetum L.                                         | Вразливий               | Судинні рослини |
| 109   | Кермечник червонуватий                                                                   | Goniolimon rubellum (S.G.Gmel.) Klokov                                                              | Вразливий               | Судинні рослини |
| 110   | Кладостефус губчастий                                                                    | Cladostephus spongiosus (Huds.) C.Agardh                                                            | Рідкісний               | Водорості       |
| 111   | Кладостефус кільчастий                                                                   | Cladostephus verticillatus (Lightf.) C.Agardh                                                       | Рідкісний               | Водорості       |
| 112   | Кладофора вадорська                                                                      | Cladophora vadorum (Aresch.) Kütz.                                                                  | Рідкісний               | Водорості       |
| 113   | Кладофора далматська                                                                     | Cladophora dalmatica Kütz.                                                                          | Рідкісний               | Водорості       |
| 114   | Кладофоропсис шкірястий                                                                  | Cladophoropsis membranacea (Hofm. Bang. ex C.Agardh) Börg.                                          | Рідкісний               | Водорості       |
| 115   | Клеома птахоніжкоподібна (клеома донецька, клеома сива) ≈ павучник причорноморський      | Cleome ornithopodioides L. s.l. ≈ Cleome iberica                                                    | Зникаючий               | Судинні рослини |
| 116   | Кліщинець білокрилий (аройник білокрилий, арум білокрилий)                               | Arum albispathum Steven ex Ledeb. = Arum italicum subsp. albispathum                                | Зникаючий               | Судинні рослини |
| 117   | Кліщинець східний (аройник східний, арум східний)                                        | Arum orientale M.Bieb.                                                                              | Рідкісний               | Судинні рослини |
| 118   | Ковила Браунера                                                                          | Stipa brauneri (Pacz.) Klokov                                                                       | Неоцінений              | Судинні рослини |
| 119   | Ковила волосиста                                                                         | Stipa capillata L.                                                                                  | Неоцінений              | Судинні рослини |
| 120   | Ковила вузьколиста                                                                       | Stipa tirsa Steven                                                                                  | Вразливий               | Судинні рослини |
| 121   | Ковила гірська                                                                           | Stipa oreades Klokov                                                                                | Недостатньо відомий     | Судинні рослини |
| 122   | Ковила дніпровська                                                                       | Stipa borysthenica Klokov ex Prokudin                                                               | Вразливий               | Судинні рослини |
| 123   | Ковила каменелюбна                                                                       | Stipa lithophila P.Smirn.                                                                           | Неоцінений              | Судинні рослини |
| 124   | Ковила короткокрила                                                                      | Stipa brachyptera Klokov                                                                            | Недостатньо відомий     | Судинні рослини |
| 125   | Ковила Мартиновського                                                                    | Stipa martinovskyi Klokov                                                                           | Недостатньо відомий     | Судинні рослини |
| 126   | Ковила найкрасивіша                                                                      | Stipa pulcherrima K.Koch                                                                            | Вразливий               | Судинні рослини |
| 127   | Ковила пірчаста                                                                          | Stipa pennata L.                                                                                    | Вразливий               | Судинні рослини |
| 128   | Ковила поетична                                                                          | Stipa poëtica Klokov                                                                                | Вразливий               | Судинні рослини |
| 129   | Ковила різнолиста                                                                        | Stipa heterophylla Klokov                                                                           | Недостатньо відомий     | Судинні рослини |
| 130   | Ковила Сирейщикова                                                                       | Stipa syreistschikowii P.Smirn.                                                                     | Вразливий               | Судинні рослини |
| 131   | Ковила українська                                                                        | Stipa ucrainica P.Smirn.                                                                            | Неоцінений              | Судинні рослини |
| 132   | Кодіум черв'якуватий                                                                     | Codium vermilara (Olivi) Delle Chiaje                                                               | Рідкісний               | Водорості       |
| 133   | Колючконос Сібторпа                                                                      | Echinophora sibthorpiana Guss. = Echinophora tenuifolia subsp. sibthorpiana (Guss.) Tutin           | Зниклий в природі       | Судинні рослини |
| 134   | Пісковий комишик південний (комишник двороздільний, комишник двозонтиковий)              | Fimbristylis bisumbellata (Forssk.) Bubani                                                          | Зникаючий               | Судинні рослини |
| 135   | Комперія кримська, комперія Компера                                                      | Comperia comperiana (Steven) Asch. et Graebn.                                                       | Зникаючий               | Судинні рослини |
| 136   | Коральковець тричінадрізаний                                                             | Corallorhiza trifida Chätel.                                                                        | Рідкісний               | Судинні рослини |
| 137   | Коручка болотна                                                                          | Epipactis palustris (L.) Crantz                                                                     | Вразливий               | Судинні рослини |
| 138   | Коручка дрібнолиста                                                                      | Epipactis microphylla (Ehrh.) Sw.                                                                   | Рідкісний               | Судинні рослини |
| 139   | Коручка темно-червона                                                                    | Epipactis atrorubens (Hoffm. ex Bernh.) Besser                                                      | Вразливий               | Судинні рослини |
| 140   | Коручка чемерникоподібна (коручка широколиста)                                           | Epipactis helleborine (L.) Crantz                                                                   | Неоцінений              | Судинні рослини |
| 141   | Косарики італійські                                                                      | Gladiolus italicus Mill.                                                                            | Зникаючий               | Судинні рослини |
| 142   | Косарики тонкі                                                                           | Gladiolus tenuis M.Bieb.                                                                            | Вразливий               | Судинні рослини |
| 143   | Косарики черепитчасті                                                                    | Gladiolus imbricatus L.                                                                             | Вразливий               | Судинні рослини |
| 144   | Краєкучник верхівковий                                                                   | Cheilanthes acrostica (Balb.) Tod.                                                                  | Зникаючий               | Судинні рослини |
| 145   | Листозгортка перська (Краєкучник перський)                                               | Cheilanthes persica (Bory) Mett. ex Kuhn                                                            | Зникаючий               | Судинні рослини |
| 146   | Крепідот македонський                                                                    | Crepidotus macedonicus Pilát                                                                        | Вразливий               | Гриби           |
| 147   | Критмій (критм) морський                                                                 | Crithmum maritimum L.                                                                               | Неоцінений              | Судинні рослини |
| 148   | Ксантопармелія грубозморшкувата, неофусцелія грубозморшкувата, пармелія грубозморшкувата | Xanthoparmelia ryssolea (Ach.) O. Blanco et al.                                                     | Вразливий               | Лишайники       |
| 149   | Кулівниця волосистоцвіта (Кулівниця вузькопелюсткова)                                    | Globularia trichosantha Fisch. et C.A.Mey.                                                          | Рідкісний               | Судинні рослини |
| 150   | Кучерявка відігнута                                                                      | Atraphaxis replicata Lam.                                                                           | Рідкісний               | Судинні рослини |
| 151   | Скередник пурпуровий (Лагозерис пурпуровий)                                              | Lagoseris purpurea (Willd.) Boiss. = Crepis purpurea (Willd.) M.Bieb.                               | Вразливий               | Судинні рослини |
| 152   | Ламкоколосник ситниковий                                                                 | Psathyrostachys juncea (Fisch.) Nevski                                                              | Рідкісний               | Судинні рослини |
| 153   | Ласалія пухирчаста                                                                       | Lasallia pustulata (L.) Merat                                                                       | Рідкісний               | Лишайники       |
| 154   | Леканора Реутера                                                                         | Lecanora reuteri (Trevis.) Scharer                                                                  | Рідкісний               | Лишайники       |
| 155   | Лептогій Шредера                                                                         | Leptogium schraderi (Ach.) Nyl.                                                                     | Вразливий               | Лишайники       |
| 156   | Лептогіум насічений                                                                      | Leptogium saturninum (Dicks.) Nyl.                                                                  | Вразливий               | Лишайники       |
| 157   | Лептогіум черепицеподібний                                                               | Leptogium imbricatum P. Jorg.                                                                       | Вразливий               | Лишайники       |
| 158   | Летаріела переплутана                                                                    | Lethariella intricata (Moris) Krog                                                                  | Зникаючий               | Лишайники       |
| 159   | Леукокарпія біаторова                                                                    | Leucocarpia biatorella (Arnold) Vezda                                                               | Зникаючий               | Лишайники       |
| 160   | Лищиця купчаста (Лещиця скупчена)                                                        | Gypsophila glomerata Pall. ex Adam                                                                  | Вразливий               | Судинні рослини |
| 161   | Липа пухнастостовпчикова                                                                 | Tilia dasystyla Steven                                                                              | Зникаючий               | Судинні рослини |
| 162   | Лікопердон соскоподібний, дощовик соскоподібний                                          | Lycoperdon mammaeforme Pers.                                                                        | Вразливий               | Гриби           |
| 163   | Лімодор недорозвинений                                                                   | Limodorum abortivum (L.) Sw.                                                                        | Неоцінений              | Судинні рослини |
| 164   | Ліофіл Фавре                                                                             | Lyophyllum favrei (R. Haller Aar. et R. Haller Suhr)                                                | Зникаючий               | Гриби           |
| 165   | Лобарія легеневоподібна                                                                  | Lobaria pulmonaria (L.) Hoffm.                                                                      | Вразливий               | Лишайники       |
| 166   | Лорансія чашоподібна                                                                     | Laurencia coronopus J.Agardh                                                                        | Рідкісний               | Водорості       |
| 167   | Лофосифонія повзуча                                                                      | Lophosiphonia reptabunda (Suhr.) Kylin                                                              | Рідкісний               | Водорості       |
| 168   | Лусківниця марантова (нотолена марантова)                                                | Notholaena marantae (L.) Desv. = Paragymnopteris marantae (L.) K.H.Shing                            | Зникаючий               | Судинні рослини |
| 169   | Любка дволиста                                                                           | Platanthera bifolia (L.) Rich.                                                                      | Неоцінений              | Судинні рослини |
| 170   | Любка зеленоквіткова                                                                     | Platanthera chlorantha (Cust.) Rchb.                                                                | Рідкісний               | Судинні рослини |
| 171   | Люцерна приморська                                                                       | Medicago marina L.                                                                                  | Вразливий               | Судинні рослини |
| 172   | Люцерна скелелюбна (Люцерна щебениста)                                                   | Medicago saxatilis M.Bieb.                                                                          | Неоцінений              | Судинні рослини |
| 173   | Льон Палляса (Льон Палласів)                                                             | Linum pallasianum Schult.                                                                           | Зниклий в природі       | Судинні рослини |
| 174   | Мачок жовтий                                                                             | Glaucium flavum Crantz                                                                              | Вразливий               | Судинні рослини |
| 175   | Меланохалеа елегантна, меланелія елегантна, меланелія незабарвлена, пармелія елегантна   | Melanohalea elegantula (Zahlbr.) O. Blanco et al.                                                   | Рідкісний               | Лишайники       |
| 176   | Меч-трава болотна                                                                        | Cladium mariscus (L.) Pohl s.l.                                                                     | Вразливий               | Судинні рослини |
| 177   | Мікромерія чебрецелиста                                                                  | Micromeria serpyllifolia (M.Bieb.) Boiss. = Clinopodium serpyllifolium (M.Bieb.) Kuntze             | Рідкісний               | Судинні рослини |
| 178   | Молочай прибережний                                                                      | Euphorbia paralias L.                                                                               | Вразливий               | Судинні рослини |
| 179   | Морківниця узбережна (Морківниця прибережна)                                             | Astrodaucus littoralis (M.Bieb.) Drude                                                              | Вразливий               | Судинні рослини |
| 180   | Мутин собачий                                                                            | Mutinus caninus (Huds.) Fr.                                                                         | Рідкісний               | Гриби           |
| 181   | Мухомор цезаря                                                                           | Amanita caesarea (Scop.) Pers.                                                                      | Зникаючий               | Гриби           |
| 182   | Надбородник безлистий                                                                    | Epipogium aphyllum Sw.                                                                              | Зникаючий               | Судинні рослини |
| 183   | Накорінниця червона (дифеліпея червона)                                                  | Diphelypaea coccinea (M.Bieb.) Nicolson = Phelypaea coccinea (M.Bieb.) Poir.                        | Зникаючий               | Судинні рослини |
| 184   | Некера Мензіса                                                                           | Neckera menziesii Drumm.                                                                            | Рідкісний               | Мохоподібні     |
| 185   | Нектароскордій болгарський                                                               | Nectaroscordum bulgaricum Janka = Allium siculum subsp. dioscoridis (Sm.) K.Richt.                  | Рідкісний               | Судинні рослини |
| 186   | Немаліон глистовидний                                                                    | Nemalion helminthoides (Velley) Batters                                                             | Вразливий               | Водорості       |
| 187   | Неотінея тризубчаста (зозулинець тризубчастий)                                           | Neotinea tridentata (Scop.) R.M.Bateman, Pridgeon et M.W. Chase                                     | Зникаючий               | Судинні рослини |
| 188   | Нефрома загорнута                                                                        | Nephroma resupinatum (L.) Ach.                                                                      | Вразливий               | Лишайники       |
| 189   | Нефрома рівна                                                                            | Nephroma parile Ach.                                                                                | Вразливий               | Лишайники       |
| 190   | Оокардіум простягнутий                                                                   | Oocardium stratum Nägeli                                                                            | Вразливий               | Водорості       |
| 191   | Осінник пізньоцвітовий (штернбергія пізньоцвітова)                                       | Sternbergia colchiciflora Waldst. ex Kit.                                                           | Вразливий               | Судинні рослини |
| 192   | Осмундея гібридна                                                                        | Osmundea hybrida (DC.) K.W.Nam in K.W.Nam, Maggs & Garbary                                          | Вразливий               | Водорості       |
| 193   | Осмундея зрізана                                                                         | Osmundea truncata (Kütz.) K.W.Nam et Maggs                                                          | Вразливий               | Водорості       |
| 194   | Осока блискуча                                                                           | Carex liparocarpos Gaud.                                                                            | Зникаючий               | Судинні рослини |
| 195   | Осока збіднена                                                                           | Carex depauperata Curt. ex With.                                                                    | Рідкісний               | Судинні рослини |
| 196   | Остіжник валеріаноподібний (центрантус валеріаноподібний)                                | Centranthus calcitrapa (L.) Dufr.                                                                   | Зникаючий               | Судинні рослини |
| 197   | Офрис бджолоносна                                                                        | Ophrys apifera Huds.                                                                                | Зникаючий               | Судинні рослини |
| 198   | Офрис кримська                                                                           | Ophrys taurica (Aggeenko) Nevski                                                                    | Зникаючий               | Судинні рослини |
| 199   | Офрис оводоносна                                                                         | Ophrys oestrifera M.Bieb.                                                                           | Зникаючий               | Судинні рослини |
| 200   | Паламокладій справжньозелений                                                            | Palamocladium euchloron (Müll. Hal.) Wijk et Margad.                                                | Рідкісний               | Мохоподібні     |
| 201   | Паннарія шерстиста                                                                       | Pannaria conoplea (Ach.) Bory                                                                       | Вразливий               | Лишайники       |
| 202   | Пармелієла щетинистолиста                                                                | Parmeliella triptophylla (Ach.) Müll. Arg.                                                          | Рідкісний               | Лишайники       |
| 203   | Пармотрема перлинова, пармотрема китайська, пармелія перлинова                           | Parmotrema perlata (Huds.) M. Choisy                                                                | Рідкісний               | Лишайники       |
| 204   | Петалонія зостеролисна                                                                   | Petalonia zosterifolia (Reinke) Kuntze                                                              | Вразливий               | Водорості       |
| 205   | Печериця Романьєзі                                                                       | Petalonia zosterifolia (Reinke) Kuntze                                                              | Зникаючий               | Гриби           |
| 206   | Печериця таблитчаста                                                                     | Agaricus tabularis Peck                                                                             | Зникаючий               | Гриби           |
| 207   | Пирій ковилолистий                                                                       | Elytrigia stipifolia (Czern. ex Nevski) Nevski                                                      | Неоцінений              | Судинні рослини |
| 208   | Півники сибірські                                                                        | Iris sibirica L.                                                                                    | Вразливий               | Судинні рослини |
| 209   | Півонія кримська                                                                         | Paeonia daurica Andrews                                                                             | Вразливий               | Судинні рослини |
| 210   | Півонія тонколиста                                                                       | Paeonia tenuifolia L.                                                                               | Вразливий               | Судинні рослини |
| 211   | Підківка чубата (підковка чубата, гіпокрепіс чубатий)                                    | Hippocrepis comosa L.                                                                               | Рідкісний               | Судинні рослини |
| 212   | Підсніжник складчастий                                                                   | Galanthus plicatus M.Bieb.                                                                          | Вразливий               | Судинні рослини |
| 213   | Пізньоцвіт анкарський                                                                    | Colchicum ancyrense B.L.Burtt                                                                       | Вразливий               | Судинні рослини |
| 214   | Пізньоцвіт тіньовий                                                                      | Colchicum umbrosum (Ker Gawl.) Steven                                                               | Вразливий               | Судинні рослини |
| 215   | Пізоліт безкореневий                                                                     | Pisolithus arrhizus (Scop.: Pers.) S. Rauschert                                                     | Рідкісний               | Гриби           |
| 216   | Пілайєла прибережна                                                                      | Pylaiella littoralis (L.) Kjellm.                                                                   | Рідкісний               | Водорості       |
| 217   | Плетуха сольданелова                                                                     | Calystegia soldanella (L.) R.Br.                                                                    | Зниклий в природі       | Судинні рослини |
| 218   | Плодоріжка блощична (зозулинець блощичний)                                               | Anacamptis coriophora (L.) R.M.Bateman, Pridgeon et M.W. Chase s.l.                                 | Вразливий               | Судинні рослини |
| 219   | Плодоріжка болотна (зозулинець болотний)                                                 | Anacamptis palustris (Jacq.) R.M.Bateman, Pridgeon et M.W. Chase                                    | Вразливий               | Судинні рослини |
| 220   | Плодоріжка запашна (зозулинець запашний, анакампт запашний)                              | Anacamptis fragrans (Pollini) R.M.Bateman = Anacamptis coriophora subsp. fragrans                   | Вразливий               | Судинні рослини |
| 221   | Плодоріжка пірамідальна (анакампт пірамідальний)                                         | Anacamptis pyramidalis (L.) Rich.                                                                   | Вразливий               | Судинні рослини |
| 222   | Плодоріжка рідкоквіткова (зозулинець рідкоквітковий)                                     | Anacamptis laxiflora (Lam.) R.M.Bateman, Pridgeon et M.W. Chase                                     | Вразливий               | Судинні рослини |
| 223   | Плодоріжка розмальована (зозулинець розмальований)                                       | Anacamptis picta (Loisel.) R.M.Bateman = Anacamptis morio subsp. picta                              | Вразливий               | Судинні рослини |
| 224   | Плодоріжка салепова (зозулинець салеповий)                                               | Anacamptis morio (L.) R.M.Bateman, Pridgeon et M.W. Chase                                           | Вразливий               | Судинні рослини |
| 225   | Повстянка дніпровська (цимбохазма дніпровська)                                           | Cymbochasma borysthenica (Pall. ex Schlecht.) Klokov et Zoz                                         | Рідкісний               | Судинні рослини |
| 226   | Полин Дзевановського                                                                     | Artemisia dzevanovskyi Leonova                                                                      | Неоцінений              | Судинні рослини |
| 227   | Полісифонія дрібношипова                                                                 | Polysiphonia spinulosa Grev.                                                                        | Вразливий               | Водорості       |
| 228   | Порхавка болотяна                                                                        | Bovista paludosa Lév.                                                                               | Зникаючий               | Гриби           |
| 229   | Зубний корінь гірський (Прангос трироздільний)                                           | Prangos trifida (Mill.) Herrnst.et Heyn                                                             | Рідкісний               | Судинні рослини |
| 230   | Птерогоній граціозний                                                                    | Pterogonium gracile (Hedw.) Sw.                                                                     | Рідкісний               | Мохоподібні     |
| 231   | Птеросифонія пірчаста                                                                    | Pterosiphonia pennata (C.Agardh) Sauv.                                                              | Рідкісний               | Водорості       |
| 232   | Пунктарія хвиляста                                                                       | Punctaria tenuissima (C.Agardh) Grev.                                                               | Рідкісний               | Водорості       |
| 233   | Пунктарія широколиста                                                                    | Punctaria latifolia Grev.                                                                           | Рідкісний               | Водорості       |
| 234   | Пшениця дика однозернянка                                                                | Triticum boeoticum Boiss. = Triticum monococcum subsp. aegilopoides (Link) Thell.                   | Неоцінений              | Судинні рослини |
| 235   | Рамаліна канарська                                                                       | Ramalina canariensis Steiner                                                                        | Рідкісний               | Лишайники       |
| 236   | Рамаліна понтійська                                                                      | Ramalina pontica Vězda                                                                              | Зникаючий               | Лишайники       |
| 237   | Рамаліна рвана                                                                           | Ramalina lacera (With.) J.R. Laundon                                                                | Рідкісний               | Лишайники       |
| 238   | Пирій палермський (Регнерія палермська)                                                  | Roegneria panormitana (Parl.) Nevski = Elymus panormitanus (Parl.) Tzvelev                          | Зникаючий               | Судинні рослини |
| 239   | Редька приморська                                                                        | Raphanus maritimus Sm. s.l. = Raphanus raphanistrum subsp. landra (Moretti ex DC.) Bonnier & Layens | Вразливий               | Судинні рослини |
| 240   | Стрічкоязичник козячий (Ремнепелюстник козячий)                                          | Himantoglossum caprinum (M.Bieb.) K.Koch                                                            | Вразливий               | Судинні рослини |
| 241   | Решіточник червоний                                                                      | Clathrus ruber Pers. (C. cancellatus Fr.)                                                           | Рідкісний               | Гриби           |
| 242   | Ризоплака темноглазкова                                                                  | Rhizoplaca melanophtalma (Ramond) Leuckert & Poelt                                                  | Рідкісний               | Лишайники       |
| 243   | Роговик Біберштайна (Роговик Біберштейна)                                                | Cerastium biebersteinii DC.                                                                         | Неоцінений              | Судинні рослини |
| 244   | Родохортон пурпуровий                                                                    | Rhodochorton purpureum (Lightf.) Rosenv.                                                            | Рідкісний               | Водорості       |
| 245   | Рочела водоростеподібна                                                                  | Roccella phycopsis (Ach.)                                                                           | Рідкісний               | Лишайники       |
| 246   | Румія кримська (Румія критмолиста)                                                       | Rumia crithmifolia (Willd.) Koso-Pol.                                                               | Неоцінений              | Судинні рослини |
| 247   | Русавскія долоненосна                                                                    | Rusavskia digitata (S.Kondr.) S.Kondr. & Kärnef.                                                    | Зникаючий               | Лишайники       |
| 248   | Мишачий терен язичковий (рускус під'язиковий, голчатка під'язикова)                      | Ruscus hypoglossum L.                                                                               | Рідкісний               | Судинні рослини |
| 249   | Рядовка величезна                                                                        | Tricholoma colossus (Fr.) Quel.                                                                     | Рідкісний               | Гриби           |
| 250   | Рястка відігнута                                                                         | Ornithogalum refractum Kit. ex Schltdl.                                                             | Вразливий               | Судинні рослини |
| 251   | Сейрофора загадкова, ксантоанаптіхія загадкова                                           | Seirophora contortuplicata (Ach.) Froden                                                            | Рідкісний               | Лишайники       |
| 252   | Сейрофора ямчаста, ксантоанаптіхія ямчаста, телосхістес ямчастий                         | Seirophora lacunosa (Rupr.) Froden                                                                  | Вразливий               | Лишайники       |
| 253   | Селанія сизувата                                                                         | Saelania glaucescens (Hedw.) Broth.                                                                 | Рідкісний               | Мохоподібні     |
| 254   | Золотуха солонцева (Селітрянка Шобера)                                                   | Nitraria schoberi L.                                                                                | Зникаючий               | Судинні рослини |
| 255   | Сифонокладус маленький                                                                   | Siphonocladus pusillus (Kütz.) Hauck                                                                | Вразливий               | Водорості       |
| 256   | Скапанія компактна                                                                       | Scapania compacta (A.Roth) Dumort.                                                                  | Рідкісний               | Мохоподібні     |
| 257   | Сквамарина небезпечна                                                                    | Squamarina periculosa (Schaerer) Poelt                                                              | Вразливий               | Лишайники       |
| 258   | Сквамарина сочевиценосна                                                                 | Squamarina lentigera (G.H.Weber) Poelt                                                              | Вразливий               | Лишайники       |
| 259   | Сквамарина щетиниста                                                                     | Squamarina cartilaginea (With.) P. James in D.Hawksw. et al.                                        | Рідкісний               | Лишайники       |
| 260   | Смілка зеленоцвіта (Смілка зеленоквіткова)                                               | Silene viridiflora L.                                                                               | Рідкісний               | Судинні рослини |
| 261   | Смілка яйлинська                                                                         | Silene jailensis N.I.Rubtzov                                                                        | Вразливий               | Судинні рослини |
| 262   | Соболевськія кримська (Соболевськія сибірська)                                           | Sobolewskia sibirica (Willd.) P.W.Ball                                                              | Рідкісний               | Судинні рослини |
| 263   | Солодка гола                                                                             | Glycyrrhiza glabra L.                                                                               | Неоцінений              | Судинні рослини |
| 264   | Сон кримський                                                                            | Pulsatilla taurica Juz. = Pulsatilla halleri subsp. taurica                                         | Неоцінений              | Судинні рослини |
| 265   | Сонянчик гладкий                                                                         | Fumanopsis laevis (Cav.) Tzvelev = Fumana laevis (Cav.) Pau                                         | Зникаючий               | Судинні рослини |
| 266   | Сосна Станкевича (сосна піцундська різновидність Станкевича)                             | Pinus stankewiczii (Sukacz.) Fomin                                                                  | Вразливий               | Судинні рослини |
| 267   | Софора трав'яна (Софора китникоподібна)                                                  | Sophora alopecuroides L.                                                                            | Зникаючий               | Судинні рослини |
| 268   | Сочевиця східна                                                                          | Lens orientalis (Boiss.) Schmalh. = Lens culinaris subsp. orientalis                                | Зникаючий               | Судинні рослини |
| 269   | Сперматохнус особливий                                                                   | Spermatochnus paradoxus (Roth) Kütz.                                                                | Вразливий               | Водорості       |
| 270   | Стевенієла південна (Стевеніелла сатирієподібна)                                         | Steveniella satyrioides (Spreng.) Schltr.                                                           | Зникаючий               | Судинні рослини |
| 271   | Стилофора ніжна                                                                          | Stilophora tenella (Esper) P.C.Silva                                                                | Вразливий               | Водорості       |
| 272   | Стілонема альсіді                                                                        | Stylonema alsidii (Zanardini) K.M. Drew                                                             | Рідкісний               | Водорості       |
| 273   | Суничник дрібноплодий                                                                    | Arbutus andrachne L.                                                                                | Рідкісний               | Судинні рослини |
| 274   | Сфацелярія карликова                                                                     | Sphacelaria nana Nägeli ex Kütz.                                                                    | Вразливий               | Водорості       |
| 275   | Тамарикс стрункий                                                                        | Tamarix gracilis Willd.                                                                             | Вразливий               | Судинні рослини |
| 276   | Тамнолія щетиниста                                                                       | Thamnolia vermicularis (Sw.) Schaer.                                                                | Вразливий               | Лишайники       |
| 277   | Таргіонія підлиста                                                                       | Targionia hypophylla L.                                                                             | Рідкісний               | Мохоподібні     |
| 278   | Тис ягідний (негній-дерево)                                                              | Taxus baccata L.                                                                                    | Вразливий               | Судинні рослини |
| 279   | Тонконіг кримський                                                                       | Poa taurica (Poa × taurica) H.N.Pojark.                                                             | Недостатньо відомий     | Судинні рослини |
| 280   | Торнабеа щитоподібна, анаптіхія переплутана                                              | Tornabea scutellifera (With.) J.R. Laundon                                                          | Рідкісний               | Гриби           |
| 281   | Тортела ламка                                                                            | Tortella fragilis (Hook. et Wilson) Limpr.                                                          | Рідкісний               | Мохоподібні     |
| 282   | Траунштейнера куляста                                                                    | Traunsteinera globosa (L.) Rchb.                                                                    | Вразливий               | Судинні рослини |
| 283   | Кучерявець Біберштайна (Тринія Біберштейна)                                              | Trinia biebersteinii Fedoronczuk                                                                    | Рідкісний               | Судинні рослини |
| 284   | Трубкоцвіт Біберштейна                                                                   | Solenanthus biebersteinii DC.                                                                       | Рідкісний               | Судинні рослини |
| 285   | Трутовик зонтичний                                                                       | Polyporus umbellatus (Pers.) Fr.                                                                    | Рідкісний               | Гриби           |
| 286   | Трюфель літній, трюфель їстівний                                                         | Solenanthus biebersteinii DC.                                                                       | Зникаючий               | Гриби           |
| 287   | Тюльпан двоквітковий                                                                     | Tulipa biflora Pall.                                                                                | Вразливий               | Судинні рослини |
| 288   | Тюльпан Шренка                                                                           | Tulipa schrenkii Regel                                                                              | Вразливий               | Судинні рослини |
| 289   | Уснея квітуча                                                                            | Tulipa schrenkii Regel                                                                              | Вразливий               | Лишайники       |
| 290   | Фелоринія Геркулесова (фелоринія пластівчасто-луската)                                   | Phellorinia herculeana (Pers.) Kreisel                                                              | Недостатньо відомий     | Гриби           |
| 291   | Феолепіота золотиста                                                                     | Phaeolepiota aurea (Matt.) Maire                                                                    | Вразливий               | Гриби           |
| 292   | Фіялка кримська (фіалка кримська, фіалка скельна)                                        | Viola oreades M.Bieb.                                                                               | Рідкісний               | Судинні рослини |
| 293   | Філофора псевдорогата                                                                    | Phyllophora pseudoceranoides (S.G.Gmel.) Newroth et R.A. Taylor                                     | Зникаючий               | Водорості       |
| 294   | Фісиденс струмковий                                                                      | Fissidens rivularis (Spruce) Schimp.                                                                | Рідкісний               | Мохоподібні     |
| 295   | Фісташка туполиста                                                                       | Pistacia mutica Fisch. et C.A.Mey.                                                                  | Неоцінений              | Судинні рослини |
| 296   | Франкенія припорошена                                                                    | Frankenia pulverulenta L.                                                                           | Вразливий               | Судинні рослини |
| 297   | Фульгензія пустельна                                                                     | Fulgensia desertorum (Tomin) Poelt                                                                  | Зникаючий               | Лишайники       |
| 298   | Хара Брауна                                                                              | Chara braunii C.C. Gmellin                                                                          | Вразливий               | Водорості       |
| 299   | Хетоморфа Зернова                                                                        | Chaetomorpha zernovii Woronich.                                                                     | Вразливий               | Водорості       |
| 300   | Холодок Палляса (холодок Палласа, холодок коротколистий)                                 | Asparagus pallasii Miscz.                                                                           | Вразливий               | Судинні рослини |
| 301   | Хрінниця сиваська                                                                        | Lepidium syvaschicum Kleopow = Lepidium cartilagineum Thell.                                        | Вразливий               | Судинні рослини |
| 302   | Хріниця Турчанинова (Хрінниця Турчанінова)                                               | Lepidium turczaninowii Lipsky                                                                       | Зникаючий               | Судинні рослини |
| 303   | Хроодактилон Волле                                                                       | Chroodactylon wolleanum Hansg.                                                                      | Рідкісний               | Водорості       |
| 304   | Хроодактилон розгалужений                                                                | Chroodactylon ramosum (Thwait.) Hansg.                                                              | Рідкісний               | Водорості       |
| 305   | Хрящ-молочник криваво-червоний                                                           | Lactarius sanguifluus (Paulet) Fr.                                                                  | Вразливий               | Гриби           |
| 306   | Цетрарія степова, целокаулон степовий, корнікулярія степова                              | Cetraria steppae (Savicz) Kärnef.                                                                   | Вразливий               | Лишайники       |
| 307   | Цибуля білувата                                                                          | Allium albidum Fisch. ex M.Bieb. = Allium denudatum Redouté                                         | Зникаючий               | Судинні рослини |
| 308   | Цикламен коський (цикламен Кузнецова)                                                    | Cyclamen coum Mill. s.l.                                                                            | Зникаючий               | Судинні рослини |
| 309   | Цингерія Біберштейна                                                                     | Zingeria biebersteiniana (Claus) P.Smirn.                                                           | Зниклий в природі       | Судинні рослини |
| 310   | Цинклідот водяний                                                                        | Cinclidotus aquaticus (Hedw.) Bruch et Schimp.                                                      | Рідкісний               | Мохоподібні     |
| 311   | Часник переодягнений                                                                     | Allium pervestitum Klokov                                                                           | Зникаючий               | Судинні рослини |
| 312   | Чебрець кальміуський                                                                     | Thymus kaljmijussicus Klokovet Des.-Shost.                                                          | Недостатньо відомий     | Судинні рослини |
| 313   | Чебрець прибережний                                                                      | Thymus littoralis (Thymus × littoralis) Klokov etDes.-Shost.                                        | Вразливий               | Судинні рослини |
| 314   | Чист кримський                                                                           | Cistus tauricus J.Presl et C.Presl = Cistus creticus subsp. eriocephalus                            | Неоцінений              | Судинні рослини |
| 315   | Чистець вузьколистий                                                                     | Stachys angustifolia М.Bieb.                                                                        | Рідкісний               | Судинні рослини |
| 316   | Шавлія коростянколиста (Шавлія скабіозолиста)                                            | Salvia scabiosifolia Lam.                                                                           | Неоцінений              | Судинні рослини |
| 317   | Шафран вузьколистий (шафран сузський)                                                    | Crocus angustifolius Weston                                                                         | Неоцінений              | Судинні рослини |
| 318   | Шафран гарний                                                                            | Crocus speciosus M.Bieb.                                                                            | Вразливий               | Судинні рослини |
| 319   | Шафран кримський                                                                         | Crocus tauricus (Trautv.) Puring                                                                    | Вразливий               | Судинні рослини |
| 320   | Шафран Палласа                                                                           | Crocus pallasii Goldb.                                                                              | Вразливий               | Судинні рослини |
| 321   | Шафран сітчастий                                                                         | Crocus reticulatus Steven ex Adams                                                                  | Неоцінений              | Судинні рослини |
| 322   | Язичок зелений                                                                           | Coeloglossum viride (L.) C.Hartm.                                                                   | Рідкісний               | Судинні рослини |
| 323   | Яловець високий                                                                          | Juniperus excelsa M.Bieb.                                                                           | Вразливий               | Судинні рослини |
| 324   | Яловець смердючий                                                                        | Juniperus foetidissima Willd.                                                                       | Рідкісний               | Судинні рослини |